# Mario Puratić
Mario Puratić, ili kako su ga Amerikanci nazvali, Puretic (Sumartin na Braču, 23. lipnja 1904. – Santa Barbara, Kalifornija, SAD, 6. siječnja 1993.), bio je hrvatski izumitelj.  

## Životopis
Juraj Ivan Mario Puratić rođen je 1904. godine u Sumartinu na otoku Braču, od majke Marije File, rođ. Mateljan i oca Šimuna Marijana, u obitelji težaka i ribara. Godine 1925. ↓1 odlazi iz svog rodnog mjesta, Sumartina s Brača, u potrazi za boljim životom, u Sjedinjene Američke Države. Po dolasku radio je u čeličani, a kasnije i u luci u Brooklynu a potom je godinama radio kao ribar, te je bio upoznat s tadašnjom problematikom tog posla. Kako bi olakšao vađenje mreže iz mora, što je u to vrijeme bio najzahtjevniji dio lova, izumio je dio ribolovne opreme nevjerojatne jednostavnosti, koji je promijenio način lova plivaričarskim mrežama diljem svijeta. Taj izum je u ribarstvu ekvivalent izumu struje. Zahvaljujući njemu, Peru je povećao izlov plave ribe za 300 posto. Kroz nekoliko mjeseci tijekom 1953. godine, u San Pedru stvarao je proizvod koji se kasnije 1954. godine razvio u Puratićevo vitlo. Prototip se pokazao izvrsnim. Posao za koji je prije trebalo 8 do 10 ljudi sada se mogao jednako brzo obaviti sa samo 5 ili 6 osoba, ali svejedno nitko nije bio zainteresiran za njega. Godine 1955. je tvrtka Marco iz Seattlea, specijalizirana za morsku građevinu i dizajn prepoznala potencijal njegovog izuma, te su njezini inženjeri iz prototipa proizveli proizvod za praktičnu upotrebu nazvan Power blok. On ima oblik veće koloture s aluminijskim kosturom i središnjim rotirajućim elementom, često obavijenim tvrdom gumom, koji obavlja rad. Kvaliteta proizvoda je vrlo brzo prepoznata te je do 1960. godine većina brodova plivaričarske flote Sjevernog mora već imala ugrađen Puretićev blok. S obzirom na to da služi pri lovu na plavu ribu, koja čini bolju polovicu svjetskog godišnjeg ribolovnog ulova, možemo reći da je on revolucionizirao ribarstvenu industriju. O popularnosti Puratićeva izuma možda ponajbolje svjedoči podatak da je na kanadskoj novčanici od 5 $, koja je stavljena u opticaj 1972. godine, slika ribarskog broda, koćarice, s uređajem Power Block.
Tijekom života patentirao je više od 20 inovativnih pronalazaka, mahom ribolovnih pomagala.
Umro je 1993. godine u Santa Barbari, SAD. Pokopan je u rodnome Sumartinu, nakon što su njegovi posmrtni ostatci bili privremeno pokopani u Santa Barbari zbog nemogućnosti njihove pravovremene dopreme u jeku Domovinskoga rata, 1994. godine.

## Priznanja
- 1975.: Izumitelj godine u SAD-u, za zasluge u „napretku znanosti i tehnike“.[5]
- Počasni građanin Islanda.[6]

## Unutarnje poveznice
- Puratićevo vitlo, izum